# Croácia nos Jogos Paralímpicos
A Croácia participou pela primeira vez dos Jogos Paralímpicos em 1992, e enviou atletas para competirem em todos os Jogos Paralímpicos de Verão desde então, em relação aos Jogos Paralímpicos de Inverno a primeira participação da Croácia foi em 2002 e participou de todas as edições desde então.